# 野中国男
野中 国男（のなか くにお、1913年（大正2年）5月15日 - 1947年（昭和22年）4月28日）は、日本の陸軍軍人である。最終階級は陸軍少佐。正六位。インパール作戦に参謀として従軍、終戦後の復員前に不可解な自決を遂げた。

## 経歴
佐賀県神埼郡神埼町において生まれる。野中は幼少の頃より秀才であったが、生家は貧しかったので、町内の素封家の学資援助で、神埼町立神埼小学校へ入学、納富健次郎と生涯にわたる親友となり共に首席を争うが納富にはかなわなかった。納富は海軍兵学校第62期として皇族2名を除いて14番/123名で卒業している。空母「瑞鶴」飛行隊長（海軍大尉）として、1943年（昭和18年）11月8日の第2次ブーゲンビル島沖航空戦で戦死、海軍中佐に二階級特進している。その後、佐賀県立佐賀中学校（現・佐賀西高等学校）に進学する。近所の先輩であった成富政一（歩兵大佐）の影響を受けて、陸軍士官学校第47期に進み、1935年（昭和10年）6月に162番/330名で卒業。同年9月27日、歩兵第24聯隊附･歩兵少尉に任官した。士官学校時代は、満州国から留学中の愛新覚羅溥傑と同期であった。1940年（昭和15年）には陸軍大学校第56期に進み、1942年（昭和17年）に卒業する。
その後、昭和18年11月1日付で牟田口廉也中将率いる第15軍隷下の第31師団補給担当の後方主任参謀に着任、インパール作戦に従軍する。野中は、15軍の作戦方針に異議を唱え、同意見の持ち主だった師団長佐藤幸徳は、6月に無断撤退を決定し所謂「抗命」事件へと発展する。しかしながら、牟田口の指揮に反旗を翻した佐藤の行動は、軍規に反するとは言え、敗軍・混乱の最中にあって、多くの部下の将兵が救われた点から見て、冷静かつ合理的な判断であったと言う評価がなされている。
高木俊朗によれば、元々天保銭組と呼ばれた昭和初期の陸大出身者に対しては反抗的な姿勢をとることが多く、後任の第31師団長河田槌太郎（陸大出身ではない）は着任当初から攻勢への執着を見せていたため、そりが合わず衝突したという。
戦後、ラングーンのモンキーポイント捕虜収容所に拘留された野中は、『その日その後』と呼ばれる回顧録を執筆していった。参謀部付だった清嶋好高大尉によれば、戦後は新聞記者として再起を図ろうと意図していた。一方で、収容所生活中に日本に残してきた息子が夭逝し、妻からの手紙も途絶えてしまった。また、同じく収容されていた第15師団の後方主任参謀、今岡久夫には「偉そうに参謀肩章を吊っていても、兵隊に何もしてやれなかった。兵隊の顔を見られんよ」「生きては帰れんよ」と補給の件で悔いを述べていたという。その後、自決を遂げた。遺書には「河田は俺をバカだと言った」と書かれていたが、当初この記述は一般には伏せられた。
死後、『その日その後』は戦記作家高木俊朗の目に触れることとなり、ビルマ関係の著作の基礎資料の一つとして使われた。野中は佐藤師団長の更迭に伴い第15軍司令部に赴いた際、軽度のマラリアにかかって暫くの間滞在していた為、作戦中の牟田口の行動についても逐一記されている。自殺に至る顛末は高木の手で文藝春秋1966年11月号にも記事が投稿された。